# فرودگاه خلیج هودسن
فرودگاه خلیج هودسن (به انگلیسی: Hudson Bay Airport) یک فرودگاه همگانی با کد یاتا YHB است . این فرودگاه در کشور کانادا قرار دارد و در ارتفاع ۳۵۹ متری از سطح دریا واقع شده‌است.